# Allex
Allex település Franciaországban, Drôme megyében. Lakosainak száma 2633 fő (2022. január 1.). Allex Ambonil, Étoile-sur-Rhône, Eurre, Grane, Livron-sur-Drôme, Montoison és Upie községekkel határos.

## Népesség
A település népességének változása:
| Lakosok száma | 1219 | 1487 | 1704 | 2369 | 2471 | 2474 | 2515 | 2495 | 2488 | 2633 |
|               | 1968 | 1982 | 1990 | 2006 | 2013 | 2015 | 2017 | 2019 | 2020 | 2022 |